# Hieracium czeremoszense
Hieracium czeremoszense (нечуйвітер черемошський) — вид рослин із родини айстрових (Asteraceae).

## Середовище проживання
Зростає у Європі (пн.-сх. Румунія, зх. Україна).